# 回州
回州，唐朝时设置的州。
貞觀四年（630年）于回乐县境置，治所在丰安县（约在今宁夏回族自治区吴忠市、灵武市一带）。辖境不详。贞观十三年（639年）废。 